# Карл Ауер
Карл Ауер (Беч, 9. септембар 1858 — Мелблинг, 8. април 1929) је био аустријски хемичар; проучавао елементе из реда ретких земаља и пирофорне легуре. Пронашао мрежицу за гасно осветљење, која је по њему и добила име (в. Ауерова мрежица); затим нити осмијума за сијалице и кременчиће за упаљаче.